# 연필

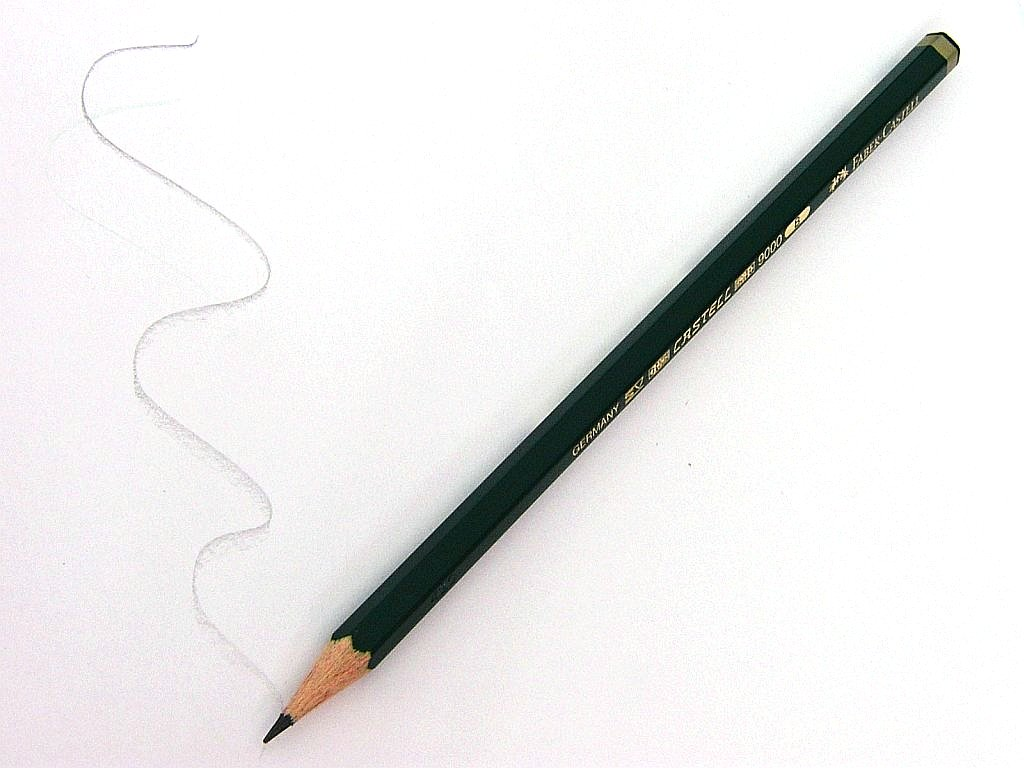
연필의 모습.

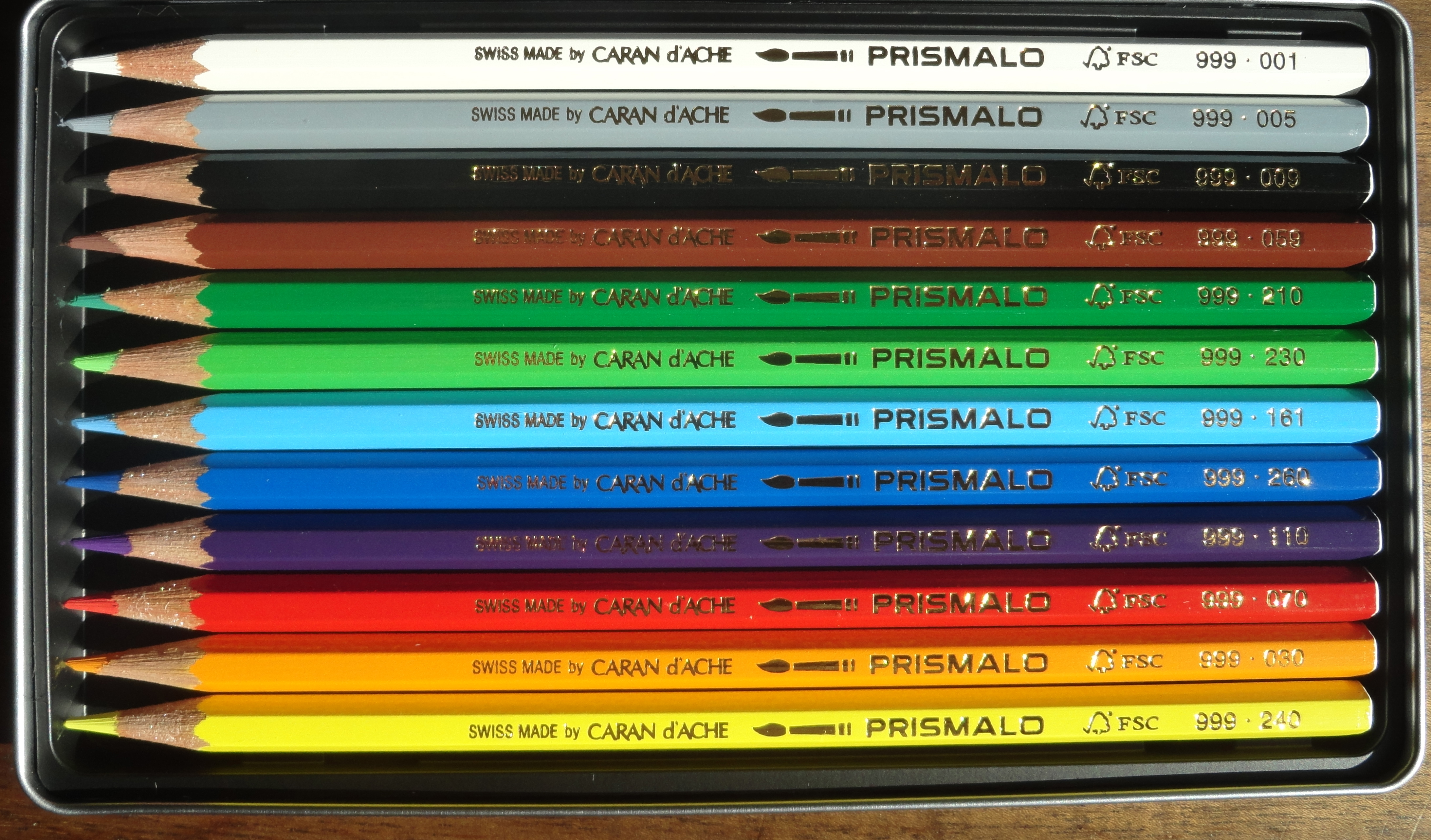
색연필의 모습.

연필(鉛筆)은 종이와 같은 마이크로 단위의 입자가 달라붙을 수 있는 거친 표면에 글씨를 쓰거나 그림을 그리는 등의 자취를 남길 수 있는 도구이다. 삼나무 판자를 절단, 샌딩, 인쇄, 페인팅 및 가공 처리해 몸통을 만들고 흑연으로 된 심을 넣어서 완제품을 만든다.
그리스어로 ‘쓰다(to write)’라는 의미인 ‘그라페인(graphein)’에서 흑연(graphite)이라는 말이 유래되었다. 연필은 지우개로 지울 수 있다는 점에서 펜과 다르다. 요즈음에는 연필의 끝에 지우개가 있어서 지우개를 별도로 들고 다니지 않아도 되는 연필도 있지만, 소량이라 오래는 못 쓴다. 쓰임에 따라 필기용·제도용·그림용 등으로 구분된다.

## 역사
1519년 에르난 코르테스(Hernan Cortes)가 중앙아메리카에 도착하기 전까지 유럽인들은 아즈텍인들(Aztecs)이 흑연을 필기구로 사용한다는 사실을 알지 못했다. 1564년 영국 잉글랜드 북부 국립공원인 ‘레이크디스트릭트(Lake District)’ 근처 케즈윅(Keswick)에서 흡수성이 적어 필기구로 사용할 수 있는 탄소 물질인 상당량의 순수한 흑연을 보유한 탄광이 발견되었다. 그 당시 사람들은 양 같은 동물에 흔적을 남겨 표시하는 데 무척 쓸모있다는 정도만 깨달았을 뿐 이것이 무엇인지 정확히 알지 못했다.
최초로 만들어진 연필은 단순한 흑연 막대기였다. 하지만 이 연필은 사용하는 사람들의 손에 얼룩을 남겼기 때문에 로프로 싸서 사용하다가 나중에는 나무로 감싸게 되었다. 17세기 초에는 영국과 독일에서 흑연 막대기가 들어 있는 나무 연필을 만들었다. 그 모양 때문에 ‘심(lead)’이라고 불리기도 했다. 그에 앞서 초기 그리스인들은 종이에 희미한 선을 그리려고 판판한 흑연 조각을 사용했으며, 그 선들을 가이드 마크(guide marks)로 해서 그 위에 잉크로 글자를 썼다. 1662년에는 독일 뉘른베르크(Nürenberg)에 최초의 연필 공장이 설립되었다.
흑연은 세계의 다른 지역에서도 발견되었지만, 다소 덜 순수해 부서져 가루가 되어 버렸기에 그다지 좋은 연필을 만들어 내지 못했다. 케즈윅 광산에서는 이제껏 발견된 흑연들 가운데서 가장 순수한 흑연이 생산되었지만, 광산이 고갈되기 훨씬 전부터 흑연을 적게 사용하는 방법을 찾으려고 노력했다. 1795년 나폴레옹 군대의 장교였던 프랑스 출신의 화학자 니콜라스 자크 콩테(Nicolas-Jacques Conte)가 흑연 가루와 진흙을 섞어 가마에 구워 연필심을 만드는 방법과 흑연과 진흙의 양을 다양하게 하여 연필심의 경도를 조절할 수 있는 방법을 발견했다. 이로써 실용화된 현대적 연필 제조방법이 등장하였다.
미국에서 가장 유명한 브랜드의 연필은 독일 바이에른주(Bavaria) 출신의 이민자인 에버하르트 파버(Eberhard Faber)가 만들었는데, 그의 증조부는 1761년부터 연필을 제작하기 시작했다. 26살이 되던 1848년에 뉴욕으로 이주하면서부터 바이에른 산(産) 연필을 팔았으며, 1861년에 공장을 설립했다.
연필이 우리 나라에 들어온 것은 19세기 후반이며, 1946년 대전에서 국산 연필이 처음 생산되었다. 당시의 연필은 심이 약해서 잘 부러지고 이를 싼 나무도 결이 고르지 않아 깎기조차 어려운 낮은 품질이었다. 연필산업은 점점 발달되어 1988년에는 연간 생산량이 약 1억 7천만 자루, 수출액은 약 100만 달러에 이르렀다.

## 연필심의 심경도, 심경, 길이, 용도

### 심경도
모든 연필은 경도(굵기)하고 농도(진하기) 별로 10H, 9H, 8H, 7H, 6H, 5H, 4H, 3H, 2H, H, F, B, 2B, 3B, 4B, 5B, 6B, 7B, 8B, 9B, 10B, 11B, 12B내에서 구분한다(2020년 9월 기준 최다 심경도 타이틀, 스테들러 마스루모그래프). 
한국산업표준 KSG2602에서는 9H~H, F~6B로 구분한다.
H는 영어 hard의 머리글자이며, B는 black의 머리글자이다. 
높은 숫자의 H심의 경우 진흙 함량이 많아 딱딱하고 흐리게 쓰이며, 높은 숫자의 B심의 경우 흑연 함량이 많아 부드럽고 진하게 쓰인다.

## 용도
- 9∼7H : 석판인쇄 및 금속면 & 석재면용.
- 6∼3H : 정밀제도 및 복사용.
- 2H∼B : 학습·사진수정·사무용
- 2∼3B : 속기용·건축제도용.
- 4∼6B연필 : 미술용.

이 가운데 필기용으로 가장 많이 쓰이는 연필은 흑연 70%에 나머지 30%를 진흙의 비율로 구운 것이다.
|              |              |              |              |    |    |    |    |    |   |   |    |   |    |    |    |    |    |    |    |            |            |            |            |
| 10H          | 9H           | 8H           | 7H           | 6H | 5H | 4H | 3H | 2H | H | F | HB | B | 2B | 3B | 4B | 5B | 6B | 7B | 8B | 9B         | 10B        | 11B        | 12B        |
| 연함, 단단함 | 연함, 단단함 | 연함, 단단함 | 연함, 단단함 | →  |    |    |    |    | → |   |    |   |    | →  |    |    |    |    | →  | 진함, 무름 | 진함, 무름 | 진함, 무름 | 진함, 무름 |

### 심경 및 길이
심의 굵기는 0.8mm가 기준이나 이보다 굵거나 얇은 것도 있으며 길이 역시 17.2cm를 표준으로 삼지만 선전용 등 특수 목적으로 생산하는 것 가운데에는 이보다 훨씬 긴 것이 많다.

## 기타
- 최근에는 상대방의 이름이나 기념문구 따위를 박는 기계가 나와서 연필을 선물용 및 기념용으로도 많이 쓴다. 이 밖에 심을 따로 넣어서 쓰는 샤프 펜슬도 있다.[2]
- 규격 연필이라면, 45000개가 넘는 단어를 쓸 수 있다.[3]
- 새 연필로 선을 끊기지 않게 그리면, 적어도 56km까지 그릴 수 있다.[3]
- 물속, 물구나무를 선 상태, 또는 야외에서처럼 펜을 쓸 수 없는 경우에는 연필이 단연 으뜸이다.[3]
- 초등학생 때 샤프하고 같이 많이 쓰인다.

## 같이 보기
- 색연필
- 연필깎이
- 만년필
- 나무
- 샤프